# سیارک ۲۶۴۰۱
سیارک ۲۶۴۰۱ (به انگلیسی: 26401 Sobotiste، نامگذاری:1999WX) بیست و شش هزار و چهارصد و یکمین سیارک کشف شده‌است که در ۱۹ نوامبر ۱۹۹۹ کشف شد.